# 本特利冰河下溝谷

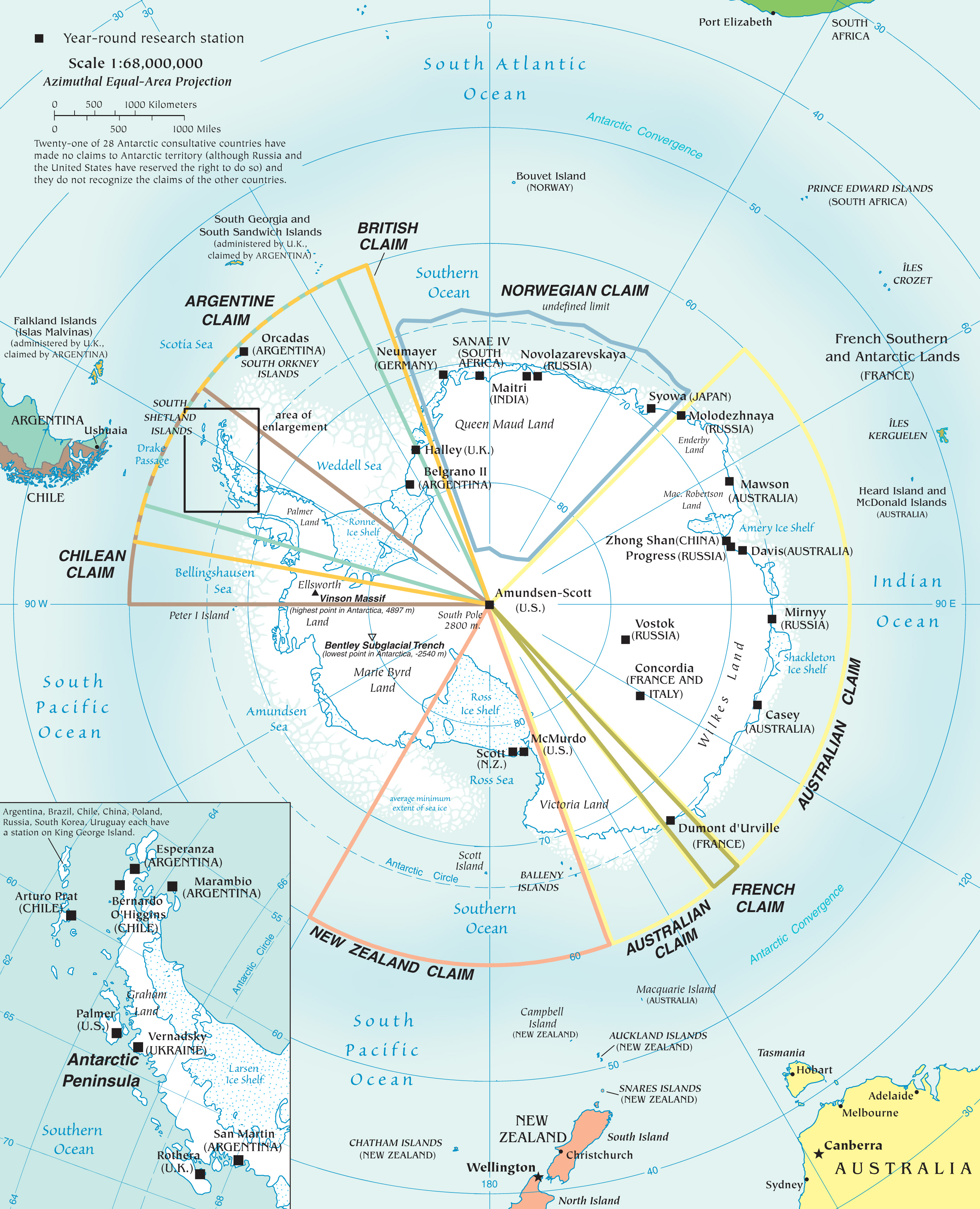
南極地圖，本特利冰河下溝谷位於南极半岛與罗斯海之間

本特利冰河下溝谷（英語：Bentley Subglacial Trench），是位于南极洲本特利冰河下方的一个巨大的冰河沟谷，經緯度80°S, 115°W，在海平面以下2,555米（8,383英尺），它是世界上未被液態水覆盖的最低点，但是被冰覆盖，其谷地大小接近墨西哥。

## 命名
命名来自于查尔斯·本特利，一位带领多次南极科学探险队的地理学家。